# Busycon carica

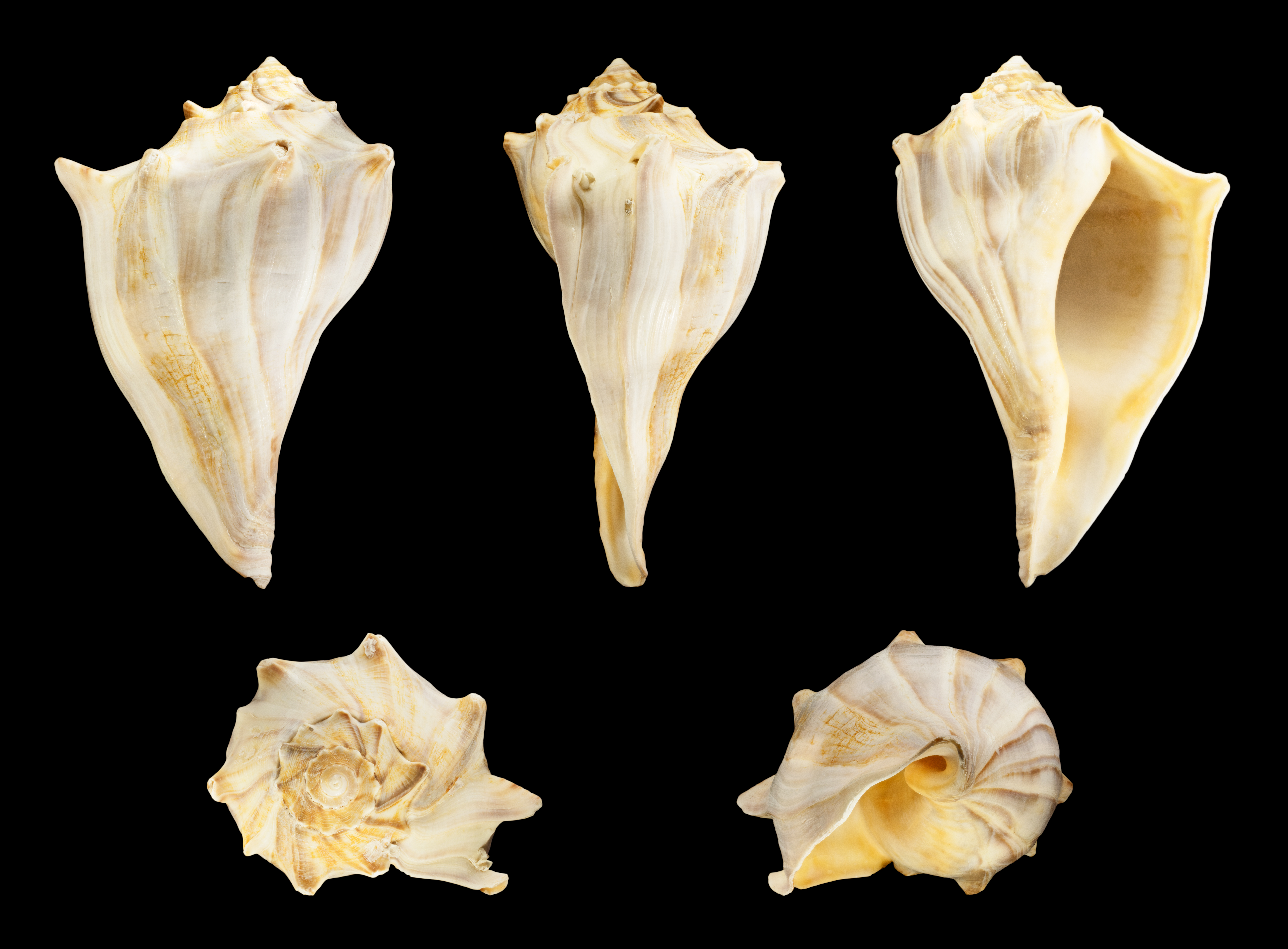
Busycon carica ssp. eliceans

Busycon carica is een slakkensoort uit de familie van de Buccinidae. De wetenschappelijke naam van de soort is voor het eerst geldig gepubliceerd in 1791 door Gmelin.